# Rebelia
Rebelia é um gênero de mariposa pertencente à família Acrolophidae.